# Madame Tussauds

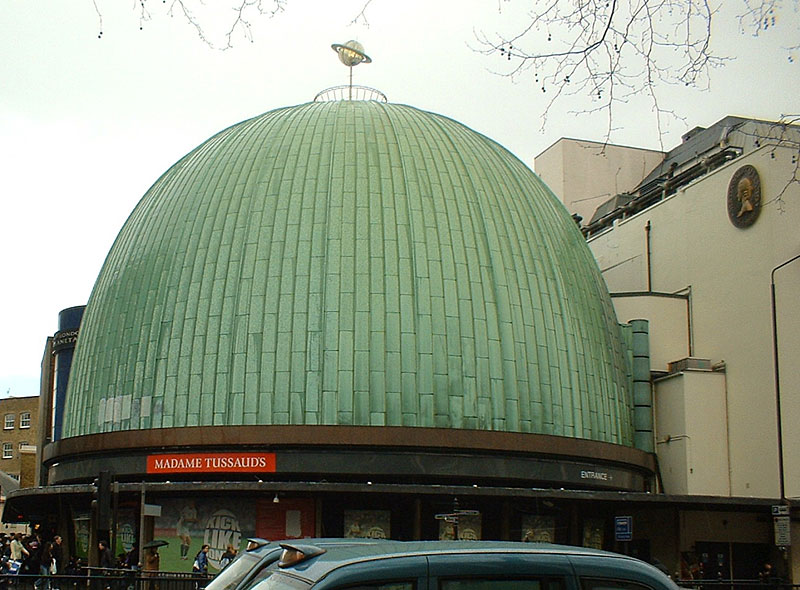
Madame Tussauds Stammmuseum & Planetarium in London

Madame Tussaud als Wachsfigur bei der Arbeit

Madame Tussauds ist eine weltweite Marke von Wachsfigurenkabinetten. Die Museen werden von Merlin Entertainments betrieben. Ausgestellt werden lebensnah nachempfundene Wachsfiguren von historischen Gestalten und Personen der aktuellen Zeitgeschichte, zum Beispiel von Sportlern, Schauspielern, Musikern, Politikern, Models und Wissenschaftlern.

## Betreiber
Die Tussauds Group wurde im Mai 2007 von der Merlin Entertainments Group übernommen, die damals von der US-amerikanischen Private-Equity-Gesellschaft Blackstone Group unterstützt wurde. Die Übernahme erfolgte für einen geschätzten Betrag von etwa 1 Milliarde Pfund und umfasste alle Attraktionen der Tussauds Group, einschließlich der weltweiten Madame Tussauds Wachsfigurenkabinette sowie Freizeitparks wie Alton Towers, Thorpe Park und der Heide Park. Durch die Übernahme konnte Merlin Entertainments sein Portfolio erheblich erweitern und sich als einer der größten Betreiber von Freizeitattraktionen weltweit etablieren. Die Integration der Tussauds Group stärkte Merlins Position im globalen Unterhaltungsmarkt. Im Jahr 2019 wurde Merlin Entertainments selbst für etwa 6 Milliarden Pfund von einem Konsortium übernommen, das von Kirkbi, der Investmentgesellschaft der Lego-Gründerfamilie Kirk Kristiansen, sowie Blackstone und dem Canada Pension Plan Investment Board (CPPIB) geführt wurde. Diese Übernahme führte dazu, dass Merlin, einschließlich seiner Madame Tussauds- und Legoland-Attraktionen, aus der Londoner Börse genommen und privatisiert wurde, wobei Kirkbi eine strategische Mehrheitsbeteiligung von 50 % übernahm.

## Geschichte

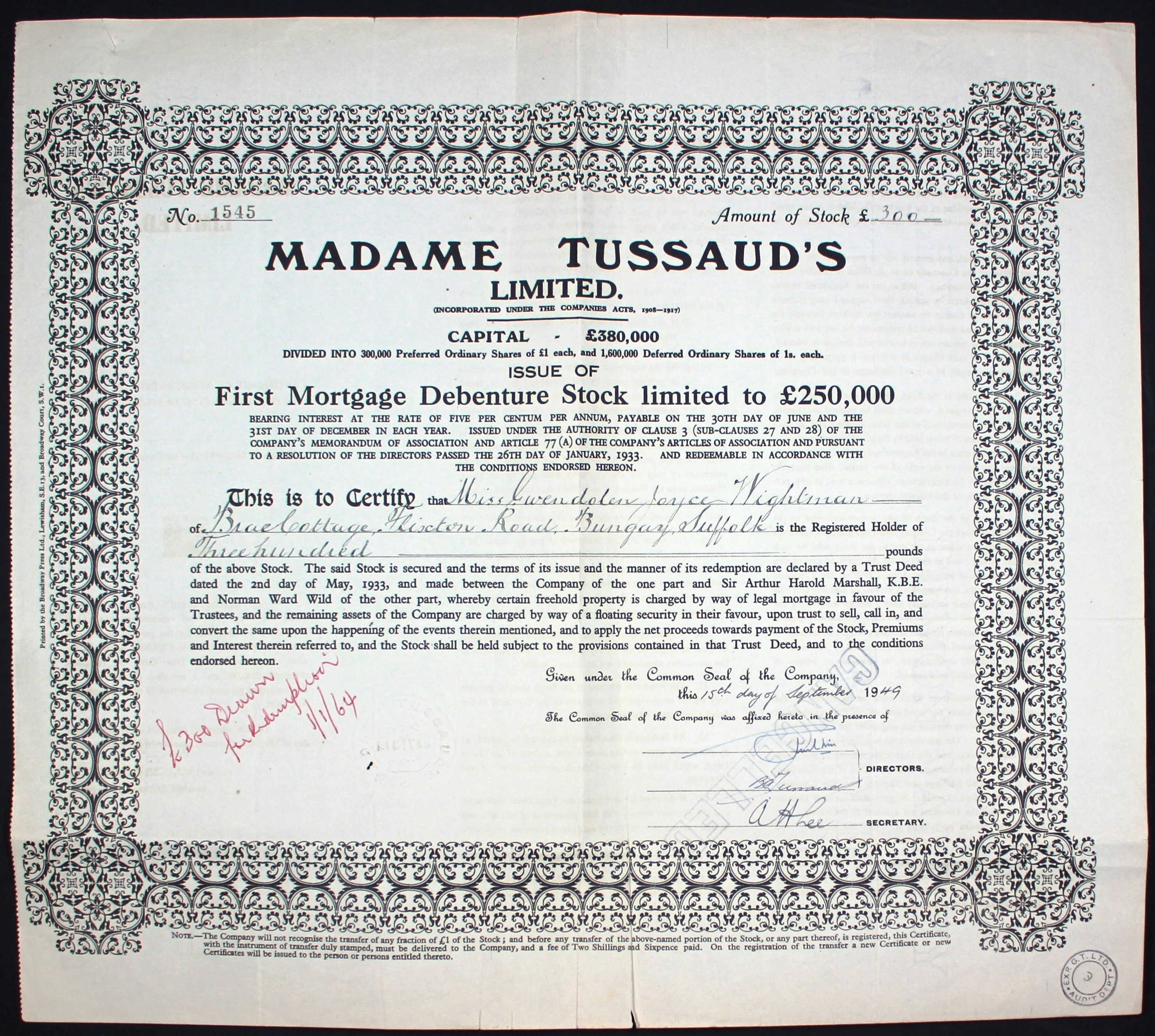
Anleihe der Madame Tussaud's Ltd. vom 15. September 1949

Gründerin des Museums in London war Marie Tussaud (1761–1850), genannt „Madame Tussaud“. Ihr Handwerk erlernte sie mit 17 Jahren von ihrem Mentor Philippe Curtius in Bern. Ab 1765 lebte sie in Paris, wo sie als Kunstlehrerin für eine Schwester Ludwigs XVI. arbeitete und Wachsfiguren von Persönlichkeiten wie Voltaire schuf. Während der Französischen Revolution modellierte sie Totenmasken hingerichteter Adliger, die als Wachsköpfe ausgestellt wurden. Nach Curtius Tod 1794 erbte sie seine Sammlung und zog 1802 mit ihrer Wanderausstellung durch Großbritannien und Irland. 1835 eröffnete sie mit ihren Söhnen ein festes Museum in der Baker Street, London, das sie bis zu ihrem Tod 1850 leitete. 1884 verlegte ihr Enkel Joseph Randall die Ausstellung an die Marylebone Road.
Am 18. März 1925 verursachte ein elektrischer Kurzschluss einen Brand. Dabei gingen viele der Porträtfiguren verloren und auch wichtige Stücke der napoleonischen Zeit, so z. B. die Kutsche und das Sterbebett Napoleons. Die meisten Formen konnten gerettet werden, sodass die Figuren nachgegossen werden konnten. Es waren auch noch sehr viele Gipsfiguren in einem Lagerraum vorhanden, die nicht beschädigt waren. 1926 wurde das Unternehmen Madame Tussauds eine Limited Company. 1928 wurde das Museum, erweitert um ein Kino, wiedereröffnet.
In der Luftschlacht um England während des Zweiten Weltkriegs wurden bei einem Angriff der Luftwaffe rund 5000 Kopf-Gussformen unwiederbringlich beschädigt und das angrenzende Kino zerstört. Das Museum wurde wieder aufgebaut.
Seit den 1970er Jahren expandierte Madame Tussauds global unter der Tussauds Group, die 2007 von Merlin Entertainments übernommen wurde. 2019 wurde Merlin von einem Konsortium unter Führung von Kirkbi (Lego-Gründerfamilie) für 6 Milliarden Pfund übernommen.

## Standorte

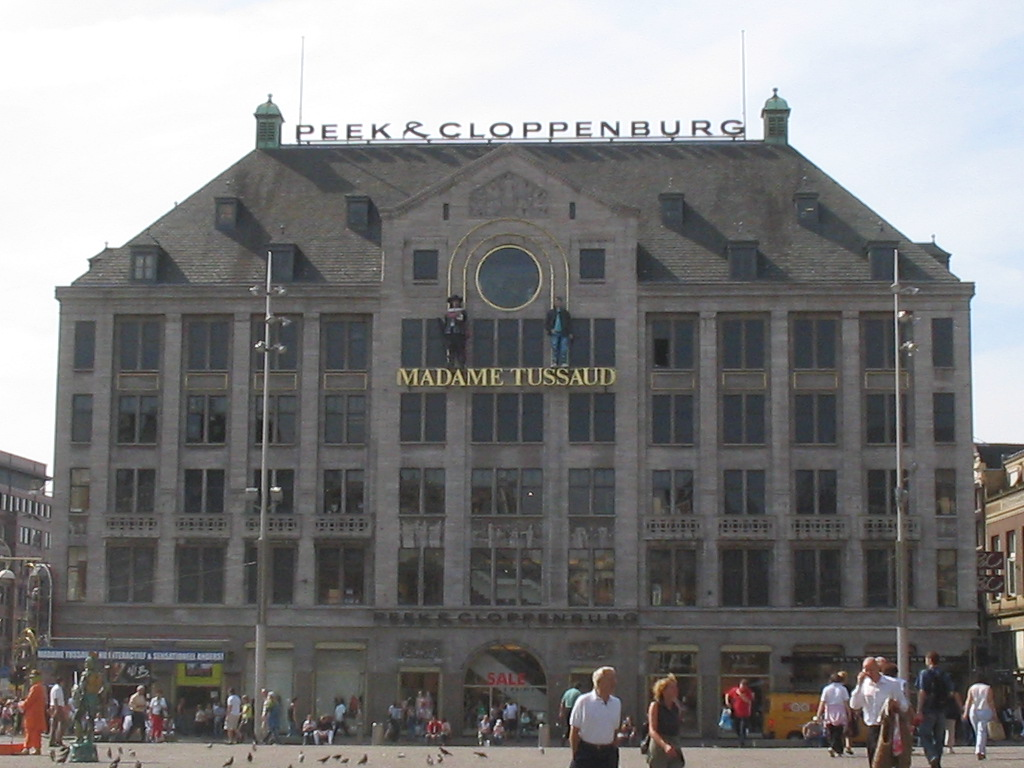
Amsterdam
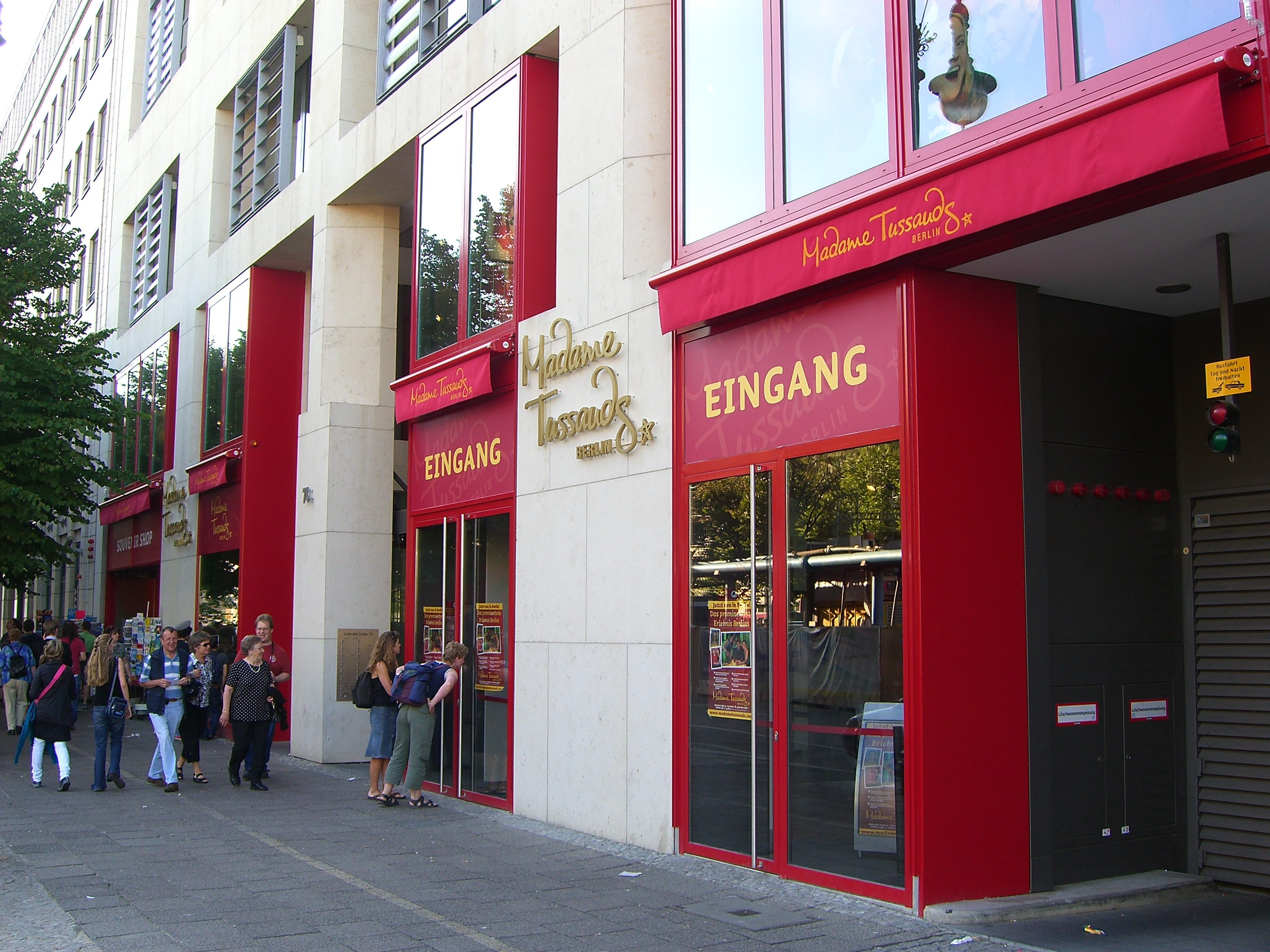
Berlin
Hollywood
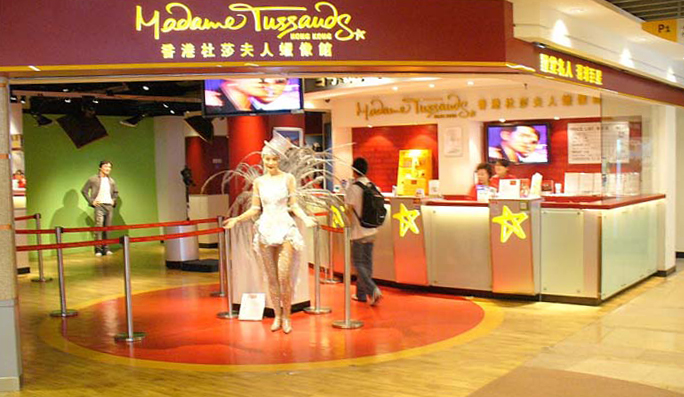
Hongkong
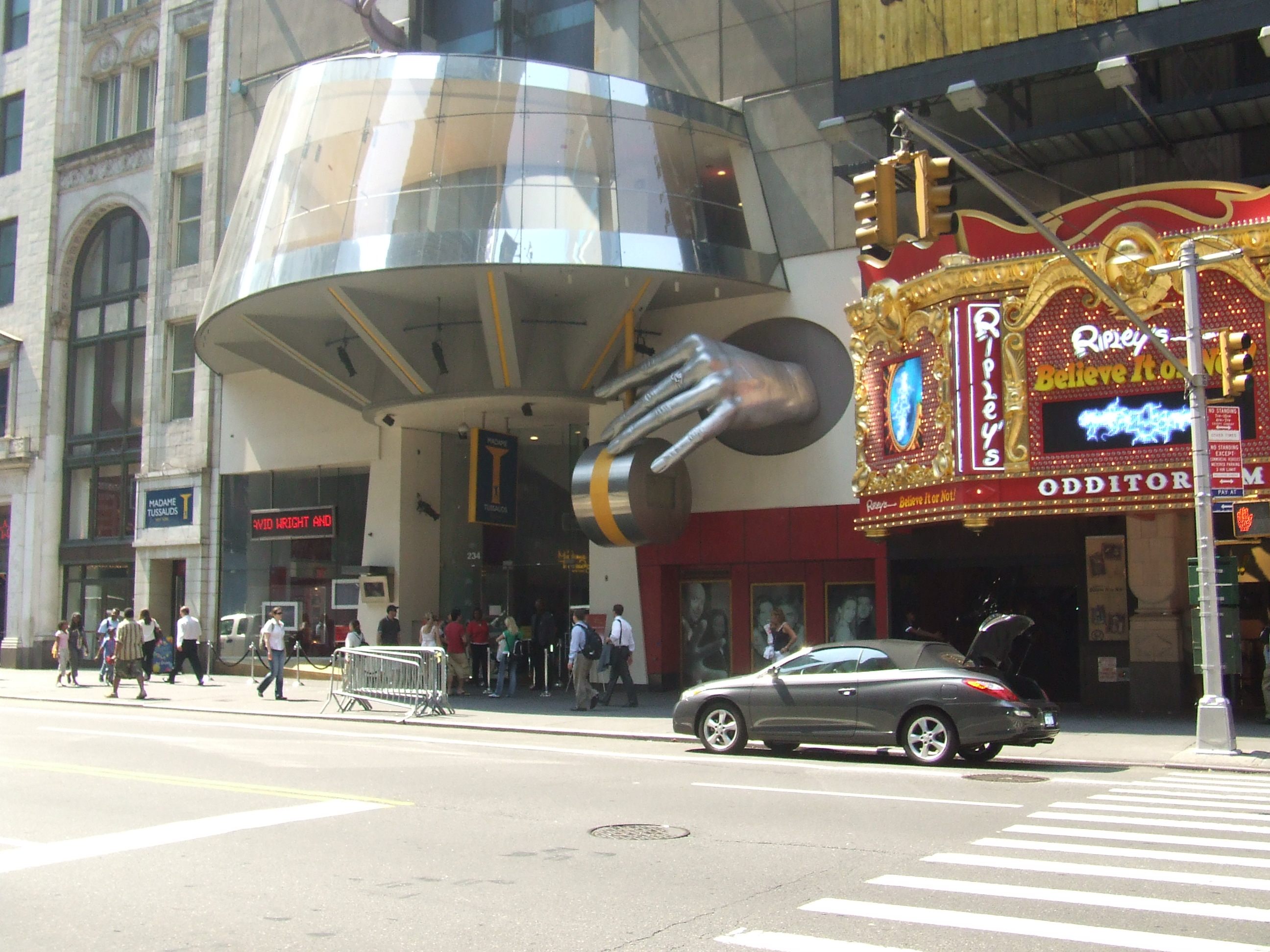
New York City
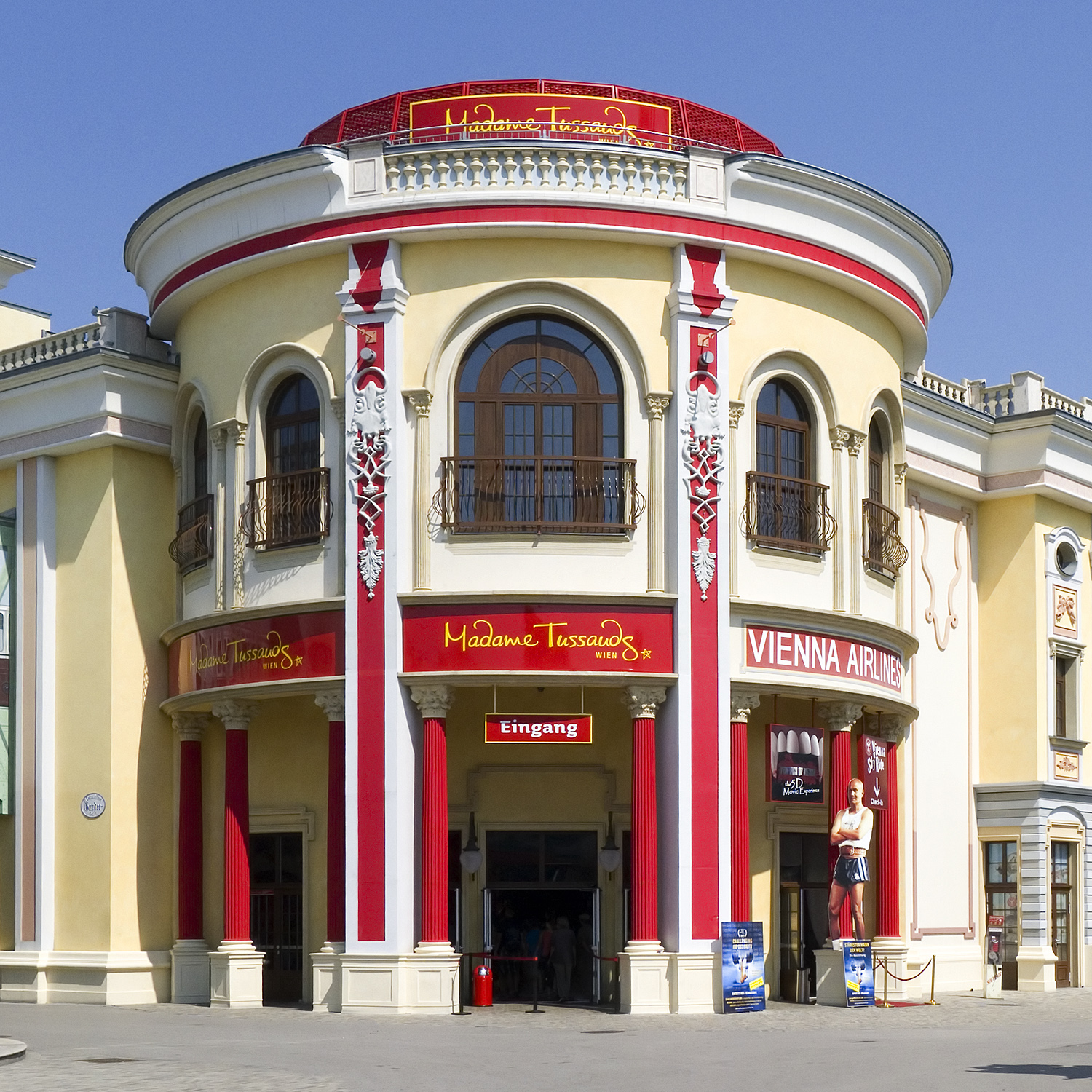
Wien
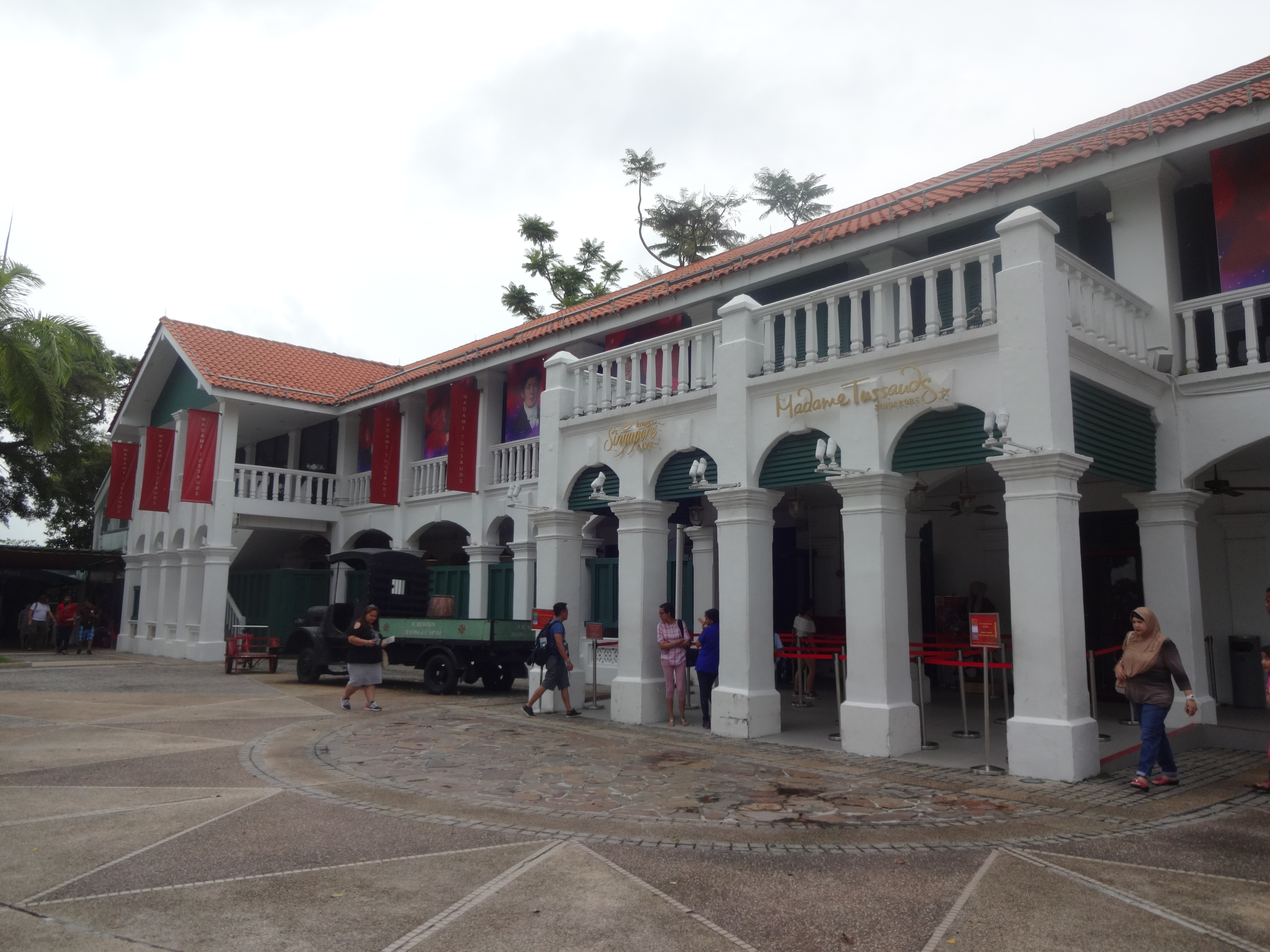
Singapur

Neben der Erweiterung der Stammausstellung eröffnete Madame Tussauds seit 1970 23 weitere Niederlassungen auf der ganzen Welt: 1970 wurde die Amsterdamer Zweigstelle eröffnet. Ab 1999 eröffneten in rascher Folge Las Vegas (1999), New York (2000), Hongkong (2000), Shanghai (2006) und Washington D.C. (2007). Am 5. Juli 2008 wurde in der Straße Unter den Linden in Berlin die siebte Niederlassung von Madame Tussauds außerhalb Londons mit 75 Wachs-Exponaten eröffnet. Kurz nach der Eröffnung wurde der rund 200.000 Euro teuren Hitler-Wachsfigur von einem Besucher der Kopf abgerissen.
Vor dieser Ausstellung gab es mit Castans Panoptikum (1869 bis 1922) an der Stechbahn bzw. in der Friedrichstraße sowie dem Berliner Panoptikum (1972 bis 1996) am Kurfürstendamm/Ecke Joachimstaler Straße bereits Wachsfigurenkabinette in Berlin, welche aber nicht zur Madame-Tussauds-Gruppe gehörten. 2009 eröffnete Madame Tussauds Filialen in Hollywood, im September 2010 in Bangkok. Im März 2011 wurde in Blackpool die zehnte und im April 2011 in Wien im Prater die elfte Niederlassung eröffnet.
Seit dem 16. April 2012 besteht eine weitere Niederlassung in Sydney, Australien. Weitere Niederlassungen gibt es in Tokio (2013), Wuhan (2013), Peking (2014), San Francisco (2014), Singapur (2014), Orlando (2015), Chongqing (2016), Istanbul (2016), Nashville (2017), Prag (2019), Dubai (2021) und Budapest (2023). Die erste indische Niederlassung wurde in Delhi eröffnet.

### Aktive Standorte
| Standort                                           | Eröffnung                          | Standort                                            | Eröffnung                          | Standort                                                             | Eröffnung                          |
| -------------------------------------------------- | ---------------------------------- | --------------------------------------------------- | ---------------------------------- | -------------------------------------------------------------------- | ---------------------------------- |
| Sydney Peking Shanghai Wuhan Berlin Hongkong Tokio | 2012 2014 2006 2013 2008 2000 2013 | Amsterdam Wien Singapur Bangkok Prag Budapest Dubai | 1970 2011 2014 2010 2019 2023 2021 | Hollywood Las Vegas Nashville New York City Orlando London Blackpool | 2009 1999 2017 2000 2015 1835 2011 |

### Ehemalige Standorte
| Standorte                                                                              | Eröffnung                     | Aufgabe                       |
| -------------------------------------------------------------------------------------- | ----------------------------- | ----------------------------- |
| Delhi a Noida b Chongqing Istanbul San Francisco Washington, D.C. London (Rock Circus) | 2017 2022 2016 2014 2007 1989 | 2020 2023 2025 2024 2020 2001 |